# Danne-Virke
Danne-Virke var et litterært tidsskrift, der udkom i hæfter samlet til fire bind i årene mellem 1816 og 1819. Med undtagelse af fire sider blev alle tidsskriftets 1.564 sider skrevet alene af N.F.S. Grundtvig. Det blev opkaldt efter Dannevirke, det store voldanlæg ved Slien, og dets formål var angivet i dets titel: "at udgøre åndelig grænsevold mod den farlige tyske romantiske enhedsfilosofi, der kunne lede til ateisme og materialisme". Den skulle altså danne et værn mod den rationalistiske holdning, som vandt frem sammen med oplysningstiden og spillede en central rolle i dansk kirke- og samfundsliv i de første årtier af 1800-tallet.

## Indhold
"Tidsskriftets indhold er digte, historiske og kritiske artikler og filosofiske betragtninger," Blandt de vigtigste digte og litterære arbejder i Danne-Virke er de såkaldte efterklangsdigte herunder det kendte "Bjarkemaalets Efterklang" og "Paaske-Lilien", hvorfra påskesalmen "Påskeblomst, hvad vil du her?" blev uddraget længe efter Grundtvigs død. De kritiske artiker omfatter blandt andet artikler om Beowulf-kvadet, om den danske rimkrønike og om studiet og brugen af nordisk mytologi. De filosofiske betragtninger falder i en serie af afhandlinger, der tilsammen udgør Grundtvigs største og mest systematiske gennemarbejdede fremlæggelse af sine erkendelsesteoretiske forestillinger.

## Mottostrofe
Hver af de fire bind bærer den samme mottostrofe på titelbladet. Den lyder
Klokken i den danske Kirke,
Det er Sagas klingre Skjold,
Til at bygge Danne-Virke,
Vække den hver Dane bold!
Ret den klinger dog i Vangen,
Kun i Chor med Kirkesangen,

Under Thyra Dannebod.
Strofen "er allerede i sige selv et meget stærkt udtryk for, hvad Grundtvig vil med sit tidsskrift". Den skyder kristendommen og Danmarkshistorien ind i hinanden binder tidsskriftet tilbage til tidligere værker af Grundtvig, hvor gudinden Saga og hendes rolle i Grundtvig forfatterskab som historiens gudinde herunder blandt andet digtsamlingen Saga og langdigtet "Et Blad af Jyllands Rimkrønike".

#### Førsteudgave
- Danne-Virke et Tids-Skrift 1-4. København: Schiøtz og Mandra og A. Schmidts Forlag. 1816-1819.

#### Sekundærlitteratur
- Christensen, B (1998). Omkring Grundtvigs vidskab. København: Gads Forlag. 140-202.
- Holm, A. (2001). Historie og efterklang. Odense: Odense Universitetsforlag.
- Jensen, H. (1979). "Grundtvigs erkendelsesteori. Om forholdet mellem tro og fornuft i tidsskriftet »Danne-Virke« (1816-19)". I Grundtvig-Studier. 29-65
- Jensen, J. I. (1995) Den fjerne kirke. Mellem kultur og religiøsitet. København: Samleren.
- Lundgreen-Nielsen, F. (UÅ). Grundtvig Arkiveret 20. marts 2020 hos  Wayback Machine. Forfatterportræt på Arkiv for dansk litteratur.
- Michelsen, W. (1985). "Introduktion til Danne-Virke. I". I Grundtvig-Studier. 67-78
- Michelsen, W. (1986). "Om Grundtvigs tænkning og den nyere tids filosofi. Introduktion til Danne-Virke II". I Grundtvig-Studier. 56-70.
- Nielsen, E. A. (1982) “En dråbe stærk. Om Grundtvigs Paaske-Lilien” I Glahn, H. (m.fl., red): Hvad Fatter gjør ... Boghistoriske, litterære og musikalske essays tilegnet Erik Dal. København. 334-350.
- Nielsen, H. (2008). "Et skabelsesteologisk perspektiv på Danne-Virke". I Grundtvig-Studier, 44-59.
- Pedersen, K. A. (1991). "Om at læse »Danne-Virke« Nogle hermeneutiske overvejelser". I Grundtvig-Studier. 96-111.